# Egretta
Egretta Forster, 1817 è un genere di uccelli della famiglia degli Ardeidi che comprende 14 specie.

## Descrizione
Comprende aironi di media taglia, che presentano un lungo collo e lunghe zampe. Il piumaggio delle varie specie è variabile dal bianco, al bruno, al nero.

## Biologia
Nidificano in colonie, spesso assieme ad altri aironi; il nido è in genere costituito da una piattaforma di legni intrecciati, posta su alberi o cespugli.

## Distribuzione e habitat
La maggior parte delle specie è diffusa nelle zone calde di America, Africa, Asia e Australia.  Una specie, Egretta garzetta, è comune nel bacino del Mediterraneo.
Sono uccelli acquatici che popolano le zone umide.

## Tassonomia
Il genere comprende le seguenti specie:
- Egretta picata (Gould, 1845) - garzetta testabianca
- Egretta novaehollandiae (Latham, 1790) - garzetta facciabianca
- Egretta rufescens (J.F.Gmelin, 1789) - garzetta rossastra
- Egretta ardesiaca (Wagler, 1827) - airone nero
- Egretta vinaceigula (Sharpe, 1895) - garzetta ardesia
- Egretta tricolor (Statius Müller, 1776) - airone tricolore o airone della Louisiana
- Egretta caerulea (Linnaeus, 1758) - airone azzurro minore
- Egretta thula (Molina, 1782) - garzetta nivea
- Egretta garzetta (Linnaeus, 1766) - garzetta comune
- Egretta gularis (Bosc, 1792) - airone schistaceo
- Egretta dimorpha Hartert, 1914 - garzetta dimorfica
- Egretta sacra (J.F.Gmelin, 1789) - garzetta di Reef
- Egretta eulophotes (Swinhoe, 1860) - garzetta cinese